# Bonțești, Arad
Bonțești este un sat în comuna Gurahonț din județul Arad, Crișana, România.

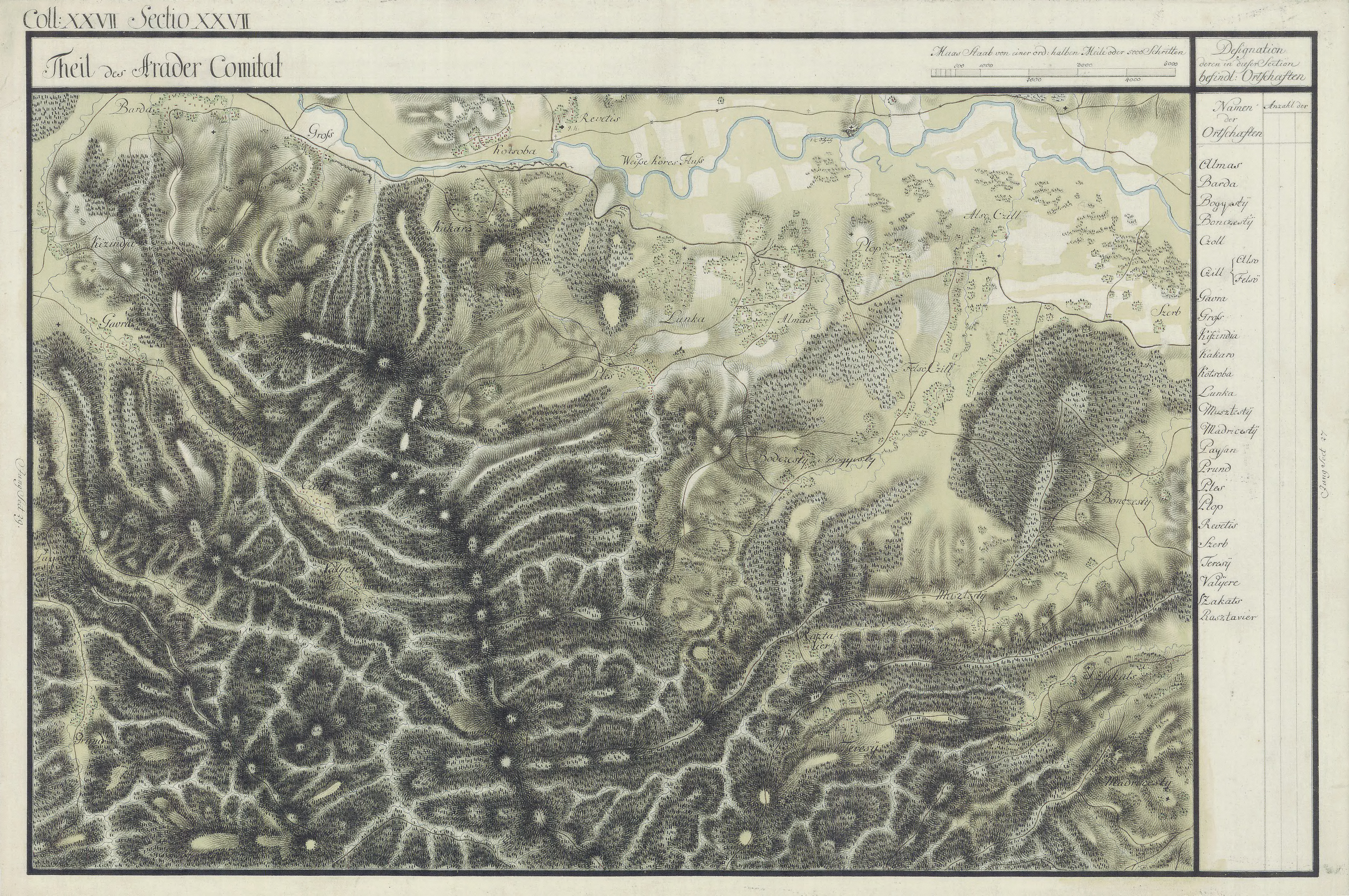
Bonțești în Harta Iosefină a Comitatului Arad